# Henri-Joseph Van Blarenberghe

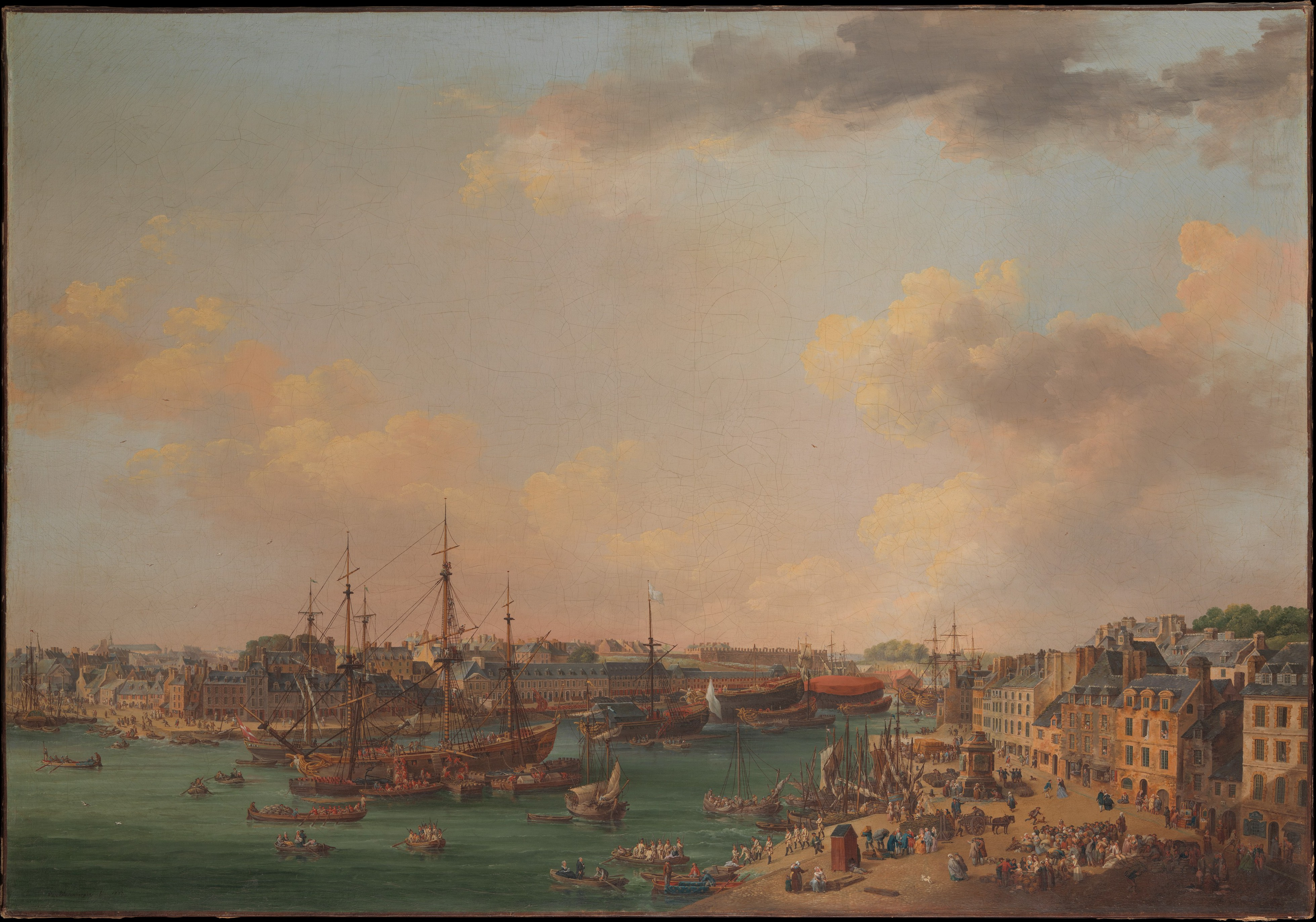
Henri-Joseph Van Blarenberghe, Esterno del porto di Brest, Metropolitan Museum, 1773

Henri-Joseph Van Blarenberghe (Lilla, 10 ottobre 1741 – Lilla, 1º dicembre 1826) è stato un pittore francese.

## Biografia
Henri-Joseph Van Blarenberghe discendeva da una famiglia di pittori, di cui suo padre Louis-Nicolas Van Blarenberghe è stato il più noto della dinastia. Sua madre si chiamava Marie-Jeanne Bassecour, sua moglie era Charlotte-Rosalie Damesne. Gli altri pittori della stessa famiglia sono stati Joris Van Blarenberghe (1612-1670), Jacques-Guillaume Van Blarenberghe e infine Diane-Hélène Van Blarenberghe (1786-1853).
Durante il regno di Luigi XVI di Francia Henri-Joseph divenne uno specialista di scene di battaglia, per il fatto di essere un pittore militare al seguito dell'armata francese, come del resto era suo padre. Dipinse il porto militare di Brest.
Si dedicava anche alla pittura di miniature, per decorazione di scatole per il tabacco da fumo, realizzate in legno oppure in metalli preziosi:  argento dorato, oro, perfino oro e platino. Eccellente nel catturare i particolari degli abiti e dei decori, rifiniva le sue scatoline con particolare accuratezza e grazia. Su queste minuscole placche smaltate egli creava scene galanti, gruppi di personaggi vestiti alla turca, donne con improbabili abiti à la circassienne. Una accolta di queste scatoline preziose è alla Wallace Collection (Londra).

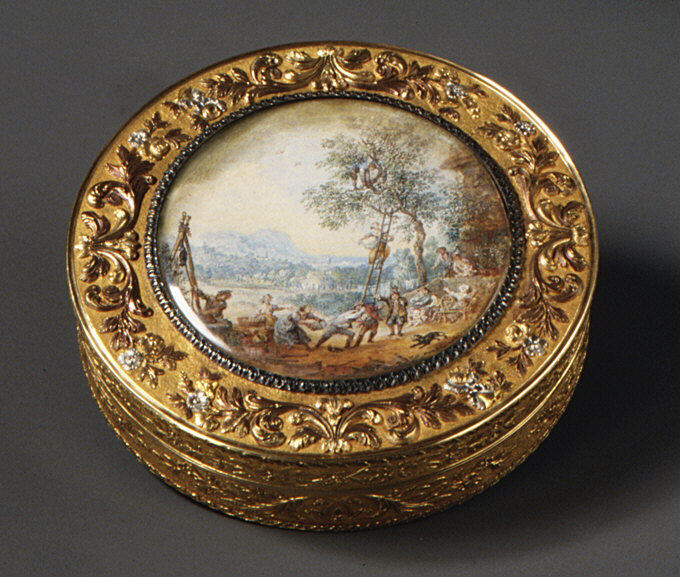
Scatola per tabacco da fumo, oro e platino, con scena di raccolta della frutta, 1820, Metropolitan Museum

Nel periodo della Rivoluzione francese Henri-Joseph Van Blarenberghe si dedicò alla pittura di scene storiche, fra cui la Presa della Bastiglia. Al Museo Carnavalet si conserva una sua opera che rappresenta il festoso ballo in piazza che si svolse nel primo anniversario dell'evento storico.
Realizzò gouaches con scene di corte, con ameni paesaggi animati; dipingeva anche ad acquarello e ad olio su tela, prediligendo feste popolari, gruppi di persone dedite al lavoro quotidiano, scorci con interni di famiglia, perfino attività sportive come il pattinaggio su ghiaccio. Le sue pitture sono una testimonianza della vita del tempo in Francia. Dipinse anche dimore patrizie francesi, come il Castello di Amboise (Indre-et-Loire), con la famosa pagoda che orna il giardino.
Fu incaricato di insegnare il disegno ai principi reali. Fondò e fu il primo conservatore del Palais des Beaux-Arts de Lille, dove si conservano sue gouaches.